# (23473) Voss
(23473) Voss – planetoida z grupy pasa głównego asteroid okrążająca Słońce w ciągu 4 lat i 147 dni w średniej odległości 2,69 j.a. Została odkryta 11 października 1990 roku w Karl Schwarzschild Observatory w Tautenburgu przez Freimuta Börngena i Lutza Schmadela. Nazwa planetoidy pochodzi od Johanna Vossa (1751-1826), niemieckiego poety i tłumacza. Przed nadaniem nazwy planetoida nosiła oznaczenie tymczasowe (23473) 1990 TD12.